# Dorycnium broussonetii
Dorycnium broussonetii là một loài thực vật có hoa trong họ Đậu. Loài này được (Choisy ex Ser.) Webb miêu tả khoa học đầu tiên năm 1842.